# Labeobarbus macrophtalmus
Labeobarbus macrophtalmus es una especie de peces de la familia Cyprinidae, orden Cypriniformes.
Son peces dulceacuícolas endémicos del lago Tana (Etiopía ) que pueden llegar alcanzar los 42,5 cm de longitud total.